# Maira aenea
Maira aenea là một loài ruồi trong họ Asilidae. Maira aenea được Fabricius miêu tả năm 1805.